# Grand Théâtre de Rabat
Le  Théâtre Royal de Rabat est un édifice dont les plans et la construction ont commencé en 2010, à Rabat, capitale du Maroc, sur la rive gauche du fleuve Bouregreg.
Il est situé à 160 mètres à l’est du pont Hassan-II, à 500 mètres à l’est du mausolée Mohammed-V et de la tour Hassan, à 800 mètres au sud-est de la promenade de la rivière et à 700 mètres de la tour Mohammed VI . Il regarde la Kasbah des Oudayas et la vallée du Bouregreg.
Son coût de construction est de 2 milliards de dirhams .
Il est inauguré en Octobre 2024 par Lalla Hasnaa et Brigitte Macron, il est depuis le plus grand théâtre du Maroc

## Architecture
L'édifice est l'une des dernières œuvres de l'architecte anglo-irakienne Zaha Hadid. Les travaux sur ce projet ont fini en 2021 mais la crise du COVID a empêché l'ouverture officielle, une inauguration est alors attendue. La surface hors œuvre brute est d'environ 25 400 m2 et le théâtre pourra accueillir 2000 spectateurs.

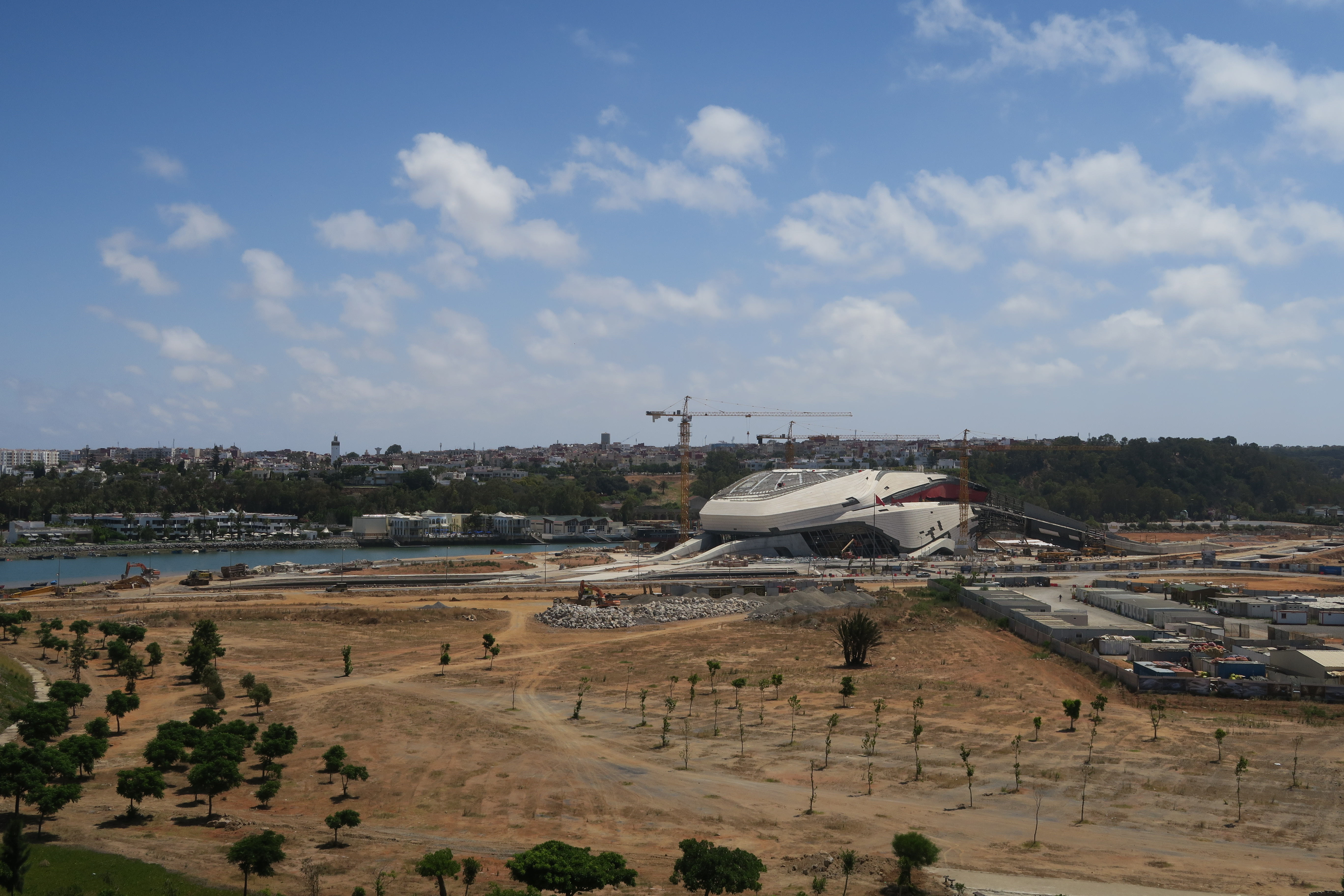
Le grand théâtre de Rabat en construction, juin 2019.